# EBSA European Snooker Open
Das EBSA European Snooker Open war ein von 2016 bis 2019 ausgetragenes Turnier in der Billardvariante Snooker, das vom europäischen Amateur-Snookerverband EBSA veranstaltet wurde.

## Geschichte
Im Jahr 2016 begann die European Billiards and Snooker Association damit, während der Europameisterschaften der Damen, Senioren, Teams sowie in der Variante 6-Red-Snooker auch ein offenes Turnier auszurichten. Die erste Austragung gewann der Waliser Darren Morgan, der sich dadurch auch eine Wildcard fürs Riga Masters 2016 sicherte. Im Jahr darauf konnte Morgan seinen Titel verteidigen und bekam erneut eine Einladung zum Riga Masters, die er dieses Mal jedoch nicht wahrnahm. Nach einjähriger Pause kehrte das Turnier 2019 zurück und wurde vom Isländer Kristján Helgason gewonnen.
Während der Europameisterschaften der Herren und Junioren wurde 2019 zudem einmalig ein offenes Turnier unter dem Namen ISPA European Snooker Open ausgetragen. Namensgebend war der israelische Verband, der das Turnier zusammen mit der EBSA ausrichtete. 24 israelische Spieler traten hierbei gegen 24 Spieler aus anderen europäischen Ländern an; am Ende setzte sich der Engländer David Lilley durch.
Nach 2019 erfolgte keine weitere Austragung des European Snooker Open, stattdessen wurde ab 2023 die Shoot-Out-Europameisterschaft veranstaltet, die bereits 2018 erstmals stattfand.

## Die Turniere im Überblick
| Jahr                       | Austragungsort             | Sieger                     | Ergebnis                   | Finalist                   | Halbfinalisten 1           |
| EBSA European Snooker Open | EBSA European Snooker Open | EBSA European Snooker Open | EBSA European Snooker Open | EBSA European Snooker Open | EBSA European Snooker Open |
| -------------------------- | -------------------------- | -------------------------- | -------------------------- | -------------------------- | -------------------------- |
| 2016                       | Vilnius                    | Darren Morgan              | 4:1                        | Shachar Ruberg             | Brendan O’Donoghue         |
| 2016                       | Vilnius                    | Darren Morgan              | 4:1                        | Shachar Ruberg             | Wayne Brown                |
| 2017                       | Shëngjin                   | Darren Morgan              | 4:1                        | Michael Judge              | Alex Taubman               |
| 2017                       | Shëngjin                   | Darren Morgan              | 4:1                        | Michael Judge              | Andreas Ploner             |
| 2018                       | nicht ausgetragen          | nicht ausgetragen          | nicht ausgetragen          | nicht ausgetragen          | nicht ausgetragen          |
| 2019                       | Belgrad                    | Kristján Helgason          | 4:1                        | Francisco Sánchez Ruíz     | Shachar Ruberg             |
| 2019                       | Belgrad                    | Kristján Helgason          | 4:1                        | Francisco Sánchez Ruíz     | Georgi Welitschkow         |
| ISPA European Snooker Open |                            |                            |                            |                            |                            |
| 2019                       | Eilat                      | David Lilley               | 3:2                        | Maor Shalom                | Noel Landers               |
| 2019                       | Eilat                      | David Lilley               | 3:2                        | Maor Shalom                | Roey Fernandez             |